# Hong Sook-ja
Hong Sook-ja (kor. 홍숙자; geboren am 25. Juni 1933 in Seoul) ist eine südkoreanische Diplomatin, Politikerin und Frauenrechtsaktivistin.

## Leben
Sie studierte zunächst Politikwissenschaften an der privaten Dongguk-Universität, wo sie die einzige Frau im gesamten Studiengang war. Danach erhielt sie eine Empfehlung, die ihr das Studium an der Universität Boston ermöglichte, wo sie 1958 abschloss. In den USA heiratete sie Cheon Juhwa, mit dem sie einen Sohn hatte.
Nach ihrer Rückkehr nach Korea 1958 fand sie eine Anstellung im Außenministerium. 1962 durchlief sie in New York ein Ausbildungsprogramm für Diplomaten aus Entwicklungsländern. Nach diesem Training begann sie, die patriarchalische Gesellschaft in Korea in Frage zu stellen und ließ sich auch von ihrem Mann scheiden. Sie wurde 1965 die erste koreanische Diplomatin im Ausland und arbeitete als Vize-Konsul im Konsulat von New York City. Sie war jedoch weiterhin Diskriminierung ausgesetzt. 1971 quittierte sie den Dienst, um sich dem Kampf für Frauenrechte in Korea zu widmen.
1975 erlangte sie einen Doktorgrad an der Dongguk-Universität und wurde dort 1979 als Professorin angestellt. Ebenfalls in den 70er Jahren begann sie ihre Aktivität im Korean National Council of Women, der von Helen Kim gegründet worden war. Sie wurde schließlich dessen Präsidentin und arbeitete vornehmlich durch Medien- und Gremienarbeit daran, Frauenbelange ins Licht der Öffentlichkeit zu rücken. 1983 erhielt sie für ihre Arbeit einen zivilen Orden. Von 1986 bis 1988 war sie als Nachfolgerin von Miriam Dell die Präsidentin des Internationalen Frauenrats.
Sie war 1987 Vorsitzende der Sozialdemokratischen Partei Koreas, einer Kleinpartei ohne parlamentarische Vertretung. Nach der Juni-Bewegung im Jahr 1987, bei der Chun Doo-hwan zum Machtverzicht gedrängt wurde, trat sie als Präsidentschaftskandidatin bei den ersten demokratischen Wahlen Südkoreas seit Beginn der Diktatur 1971 an. Ihre Kandidatur war chancenlos, sie wurde jedoch als einzige Frau im Feld der Kandidaten nicht nur im eigenen Land stark wahrgenommen. Da sie und ihre Partei mittellos waren, musste sie sich die hohen Gebühren für die Kandidatur leihen. Sie zog ihre Kandidatur letztendlich zurück und signalisierte ihre Unterstützung des Oppositionskandidaten Kim Young-sam, der jedoch die Wahl gegen den General Roh Tae-woo verlor.